# Pinhanços
Pinhanços é uma povoação portuguesa sede da Freguesia de Pinhanços do Município de Seia, freguesia com 7,95 km² de área e 727 habitantes (censo de 2021), tendo, por isso, uma densidade populacional de 91,4 hab./km²

## Demografia
A população registada nos censos foi:
| Distribuição da População por Grupos Etários | Distribuição da População por Grupos Etários | Distribuição da População por Grupos Etários | Distribuição da População por Grupos Etários | Distribuição da População por Grupos Etários |
| -------------------------------------------- | -------------------------------------------- | -------------------------------------------- | -------------------------------------------- | -------------------------------------------- |
| Ano                                          | 0-14 Anos                                    | 15-24 Anos                                   | 25-64 Anos                                   | > 65 Anos                                    |
| 2001                                         | 94                                           | 111                                          | 350                                          | 148                                          |
| 2011                                         | 88                                           | 71                                           | 389                                          | 168                                          |
| 2021                                         | 79                                           | 50                                           | 331                                          | 267                                          |

## Património
- Capela de São Pedro;
- Capela da Senhora da Lomba;
- Capela de Santo António;
- Capela do Senhor dos Aflitos;
- Casa Paroquial;
- Igreja Matriz.

## Equipamentos
- Sede da Junta de Freguesia
- Posto médico
- Fontanários antigos
- A.H.S.C. DE PINHANÇOS
- S.L.I.R. DE PINHANÇOS
- Jardim de Infância de Pinhanços